# كارولينا (اسم)
كارولينا (بالإنجليزية: Carolina)‏ هو اسم علم شخصي مؤنث من أصل لاتيني معناه المرأة الجميلة، يعتبر من أكثر الأسماء المنتشرة في العالم الغربي وله نسخ عديدة مثل كارولين وكارول ولينا.

## الشخصيات
- كارولينا هيريرا مصممة أزياء أمريكية فنزويلية
- كارولينا دي أوليفيرا إعلامية برازيلية
- كارولينا بلسكوفا لاعبة كرة مضرب تشيكية
- كارولينا كورونادو كاتبة إسبانية
- كارولينا كوركوفا عارضة أزياء تشيكية
- كارولينا غوميز ممثلة وعارضة أزياء كولومبية
- كارولينا أميرة بارما
- كارولينا باسكوال غارثيا لاعبة جمباز إيقاعي إسبانية
- كارولينا تيجيرا ممثلة وعارضة أزياء إسبانية
- كارولينا زالفسكا لاعبة كرة يد بولندية
- كارولينا سبريم لاعبة كرة مضرب كرواتية
- كارولينا سيودمياك لاعبة كرة يد بولندية
- كارولينا سيمينيوك أولتشاوا لاعبة كرة يد بولندية
- كارولينا سويد أورنيبورج لاعبة كرة يد بولندية
- كارولينا كلوفت متسابقة وثب طويل سويدية
- كارولينا كاستنغ ممثلة برازيلية
- كارولينا كوسينسكا لاعبة كرة مضرب بولندية
- كارولينا مورايس لاعبة كرة يد أنغولية
- كارولينا ولوداركزاك لاعبة كرة مضرب أسترالية
- كارولينا يوفانوفيتش لاعبة كرة مضرب صربية